# Eugenia lateriflora
Eugenia lateriflora là một loài thực vật có hoa trong Họ Đào kim nương. Loài này được Willd. mô tả khoa học đầu tiên năm 1799.